# Botchan
Botchan (坊ちゃん nghĩa là "cậu ấm") là tên tiểu thuyết thứ hai phát hành năm 1906 của nhà văn người Nhật, Natsume Sōseki.

## Sơ lược cốt truyện
Botchan từ bé đã là một người liều lĩnh, hành động đi trước lời nói nên toàn làm những việc có hại cho bản thân. Mọi người xung quanh kể cả cha mẹ cậu đều cho rằng nuôi cậu chỉ tổ tốn gạo, ngoại trừ bà hầu gái Kiyo - người luôn hết mực cưng chiều và yêu quý cậu. Chính bà cũng là người đặt biệt danh "Botchan" (cậu ấm) cho cậu. Sau ngày mẹ rồi đến cha lần lượt qua đời, bằng món tiền thừa kế, Botchan hoàn thành sau việc học đại học của mình và bắt đầu công việc dạy toán tại một trường nam sinh ở Matsuyama, một nơi cách xa quê hương Edo (Tokyo ngày nay) của cậu. Mâu thuẫn bắt đầu từ việc Botchan xa lạ với cung cách ứng xử ở vùng quê (nếu không trả tiền thêm ở nhà trọ thì sẽ không được đối đãi tốt chẳng hạn), phải đương đầu với lũ học sinh quậy phá trong trường, sự đạo đức giả của Áo Đỏ và Hề Trống...

## Nhân vật
Botchan (坊ちゃん Cậu ấm)
Một chàng trai Edo chính hiệu với tinh thần thượng võ, khinh bỉ cái ác và sự xu nịnh, ba phải.
Kiyo (清)
Bà hầu gái của nhà Botchan. Là người nhất mực thương yêu và bênh vực Botchan vô điều kiện. Ngược lại, Botchan cũng vô cùng kính trọng bà.
Nhím (山嵐 Yama-arashi)
Nhím là biệt danh của giáo viên Toán tên Hotta, đồng nghiệp của Botchan trong trường mà cậu đến công tác. Ban đầu, Botchan khinh thường tính tình Nhím vì sự cộc tính và sự dèm pha của Áo Đỏ; song qua quá trình tiếp xúc, Botchan nhận ra ở con người này tất cả sự hiền lành và tinh thần trượng phu đáng bậc nam nhi.
Áo Đỏ (赤シャツ Akashatsu)
Giáo viên dạy môn Văn trong trường của Botchan. Là một kẻ đạo đức giả và miệng lưỡi. Bằng miệng lưỡi của mình, hắn đã có lúc lừa cho Botchan ghét Nhím. Hắn là người là cướp lấy hôn thê của Bí Xanh.
Hề Trống (野だいこ Nodaiko)
Giáo viên dạy Mỹ thuật. Cùng xuất thân từ Edo như Botchan song tính tình không cương trực, hay ba phải theo phe Áo Đỏ. Botchan không ưa gã này.
Bí Xanh (うらなり Uranari)
Tuy hơi uỷ luỵ nhưng đích thực là một đấng nam nhi. Botchan nể trọng ông.
Chồn (狸 Tanuki)
Hiệu trưởng trường của Botchan. Con người có tính tình nhu nhược, không cương quyết.

## Phát hành
Botchan phát hành năm 1906 ở Nhật Bản và nhanh chóng trở thành một trong những tác phẩm được yêu quý nhất và là một trong những tiểu thuyết tiêu biểu của Natsume Sōseki. Kể từ khi trở hết hạn bản quyền, tác phẩm liên tục là tựa đề được đọc nhiều nhất trên trang sách điện tử Aozora Bunko.
Tại Việt Nam, hai bản dịch phổ biến là Cậu ấm ngây thơ, bản dịch từ nguyên tác Nhật ngữ của Bùi Thị Loan (nhà xuất bản Hội nhà văn), và Cuộc nổi loạn ngoạn mục, bản dịch từ tiếng Anh của Hồng Ngọc, Thanh Dung (First News và nhà xuất bản Trẻ).

## Chuyển thể
Botchan được chuyển thể thành vô số phim điện ảnh, phim truyền hình, anime, kịch tại Nhật.